# Joseph Eduard Wessely
Joseph Eduard Wessely (født 8. maj 1826, død 17. marts 1895) var en tysk kunsthistoriker.
Wessely, fra 1878 Museumsinspektør i Braunschweig, har blandt andet skrevet Die Gestalten des Todes und des Teufels in der darstellenden Kunst (1876) og Geschichte der graphischen Künste (1891).